# Rudolf Stanček
Rudolf Stanček (23. května 1928 – 8. října 2014) byl československý basketbalista, účastník Mistrovství Evropy 1953, trenér a funkcionář. Je zařazen na čestné listině mistrů sportu.
V československé basketbalové lize hrál 11 sezón (1949-1960) za kluby NV Bratislava ATK Praha, Zdravotník Bratislava (1952), Slovan Bratislava, Iskra Trenčín, Lokomotiva Bratislava a Slovan Pezinok. V basketbalové lize získal jedenkrát 3. místo (1954 se Slovanem Bratislava). Osm sezón působil jako trenér ligovým týmů, největším úspěchem byly dva tituly mistra Československa s támem Inter Bratislava v letech 1979 a 1980.
Za Československo hrál na Mistrovství Evropy v basketbale mužů 1953 v Moskvě (4. místo).
Obdržel vyznamenání Československého svazu tělesné výchovy (ČSTV) Za zásluhy o rozvoj tělesné výchovy a sportu a v roce 2013 vyznamenání Slovenského olympijského výboru "Zlatý odznak SOV".

## Sportovní kariéra

### Hráč klubů
- 1949-1950 NV Bratislava - 5. místo (1950)
- 1950-1951 ATK Praha - 4. místo (1951), 6. místo (1950-51)
- 1952 Zdravotník Bratislava - 4. místo (1952)
- 1953-1956 Slovan Bratislava - 3. místo (1954), 4. místo (1953), 7. místo (1955), 9. místo (1956),
- 1956-1957 Iskra Trenčín - 11. místo (1957)
- 1957-1958 Lokomotiva Bratislava - 12. místo (1958)
- Československá basketbalová liga celkem 11 sezón (1949-1960) a 1 medailové umístění - 3. místo (1954)

### Hráč Československa
- Za reprezentační tým (1947-1953) celkem 30 utkání
- Mistrovství Evropy v basketbale mužů - 1953 Moskva (3 body /1 zápas) 4. místo mezi 17 týmy

## Trenér
- 8 sezón trenér v československé basketbalové lize
- 1969-1971, 1988-1989 TJ Lokomotíva Bratislava (ženy)
- 1978-1980 Inter Bratislava - 2x mistr Československa (1979, 1980)
- 1981-1982 TJ Slovan Bratislava (ženy)
- 1982-1983 Amicale Steinsel (Lucembursko)
- 1983-1984 MTW Wolfenbutel (Německo)
- 1985-1987 SVŠT Bratislava - 7. místo (1986), 12. místo (1987)

Evropské poháry klubů - Inter Bratislava
- - Pohár evropských mistrů - 1979-80 (4 zápasy) - 2. místo ve čtvrtfinálové skupině B: Virtus Bologna, Itálie (91-109, 71-81) a BBC Sparta Bertrange, Lucembursko (118-77, 94-77).
  - FIBA Pohár Korač - 1978-79 (8 zápasů) - 2. kolo: LKS Lodž, Polsko (98-77, 98-89), 2. místo ve čtvrtfinálové skupině A (3-3 475-474), Arrigoni AMG Sebastiani Basket Rieti, Itálie (80-86, 69-85), EB Orthez FRA (89-73, 75-84), KK Cibona Záhřeb, Jugoslávie (83-68, 79-78)

## Funkcionář
- Člen trenérské rady SÚV ČSTV, předseda výboru basketbalového sbazu MV Bratislava, člen předsednictva Městského výboru ČSTV Bratislava
- 1967-1978 předseda oddílu basketbalu TJ Internacionál Bratislava
- 1992-1995 prezident Basketbalového oddílu Inter Bratislava